# ایکس‌او-۵
ایکس‌او-۵ یک ستاره است که در صورت فلکی سیاه‌گوش قرار دارد.